# Contrôle coercitif
Le contrôle coercitif ou emprise coercitive (anglais : coercive control) est une forme d'abus psychologique et émotionnel où une personne exerce une emprise,, continue et oppressive sur une autre, souvent dans un contexte de violence familiale. Elle repose sur des tactiques de domination invisibles mais destructrices, comme :
- la surveillance : contrôler les communications, les déplacements ou la vie quotidienne ;
- l’intimidation et les menaces : utiliser la peur pour maintenir son emprise ;
- le contrôle financier : priver la victime d’argent ou l’obliger à justifier chaque dépense ;
- le chantage émotionnel : culpabiliser, rabaisser ou manipuler pour obtenir une obéissance totale ;
- l’isolement : couper la victime de sa famille, ses amis[6],[7], ou ses ressources.

Ce type de violence est reconnu par la loi dans plusieurs pays comme le Royaume-Uni et la France et peut être puni même en l'absence de violences physiques.

## Description

### Définition
Le professeur Evan Stark, en 2007, conceptualise le contrôle coercitif dans son ouvrage Coercive Control: How Men Entrap Women in Personal Life (« L’Emprise coercitive : comment les hommes enferment les femmes dans la sphère intime »). Il y explique que les hommes ont recours au contrôle coercitif comme outil de subordination des femmes. Stark estime que les hommes se sont adaptés à l’avancée des droits des femmes en adoptant des « stratégies de contrôle et de domination moins ouvertement visibles, plus subtiles, mais tout aussi dévastatrices ». Stark compare l'emprise coercitive à une cage dans laquelle la victime se sent prise au piège.

### Mécaniques et conséquences
Le contrôle coercitif a une dynamique genrée puisqu’il est surtout infligé à des femmes par des hommes. Les professeurs Isabelle Côté et Simon Lapierre décrivent le contrôle coercitif comme des « micro-régulations du quotidien ». Le contrôle coercitif peut comprendre des incidents de violence précis et des stratégies de contrôle moins visibles, notamment du gaslighting, des menaces voilées, de l’isolement et des restrictions arbitraires imposées par l’agresseur. Cela conduit la victime à vivre de l’isolement, de l’auto-culpabilisation, de l’hypervigilance, et une diminution de l'estime personnelle et de l’autonomie. Certaines victimes ont rapporté des niveaux élevés d’anxiété et des crises de panique.
Le contrôle coercitif peut inclure des actes de violence physique. Si elle survient, la violence physique n’est pas un événement distinct ou exceptionnel de la dynamique relationnelle : elle est plutôt un outil déployé par l’agresseur pour contrôler la victime. Le conjoint violent peut menacer de recourir à la force, et parfois y recourir, comme stratégie pour instaurer un climat de terreur et réaffirmer son contrôle. Un unique épisode de violence physique peut d’ailleurs « suffire à terroriser une victime pendant plusieurs années ». On note aussi que la présence du contrôle coercitif dans une relation est un prédicateur de violences aggravées, y compris de violences sexuelles, de féminicides et de filicides.

## Troubles de la personnalité et comportements d’emprise
Dans le domaine de la psychologie clinique, certains troubles de la personnalité peuvent inclure des traits associés à la recherche d’ascendant sur autrui ou à l’obtention de sa soumission. Ces dynamiques peuvent, dans certains cas, se manifester dans des contextes conjugaux et contribuer à des situations d’emprise coercitive.
Les troubles de la personnalité sont classés en plusieurs groupes. Le groupe B regroupe des profils où dominent des comportements impulsifs, émotionnels ou spectaculaires : trouble de la personnalité narcissique ; trouble de la personnalité histrionique ; trouble de la personnalité limite ; trouble de la personnalité antisociale.

### Trouble de la personnalité antisociale
Les personnes qui présentent ce profil peuvent faire preuve d’un charme superficiel qui facilite la mise en confiance et donne une impression initiale favorable. Cette capacité de séduction augmente la probabilité que l’entourage se plie à leurs attentes. Le déficit d’empathie conduit à percevoir autrui comme un simple moyen ou instrument. Ce rapport utilitaire nourrit un sentiment exagéré de supériorité et justifie, à leurs yeux, la manipulation ou l’escroquerie visant à obtenir obéissance et avantage. Dans un cadre conjugal, un trouble de la personnalité antisociale peut alimenter une emprise durable, par intimidation et exploitation émotionnelle ou matérielle.

### Trouble de la personnalité limite
Ces personnes tendent à raisonner en termes absolus (« tout ou rien ») et à se montrer très sensibles à la perception qu’autrui a d’elles. La crainte intense du rejet peut amener un individu atteint d’un trouble de la personnalité limite à mettre en œuvre des stratégies visant à orienter ou à maîtriser l’image qu’elles renvoient, parfois en imposant des attentes comportementales à leur entourage. Dans une relation conjugale, ce besoin de validation constante peut favoriser l’installation de microrégulations envahissantes.

### Trouble de la personnalité histrionique
Les individus souffrant d’un trouble de la personnalité histrionique recherchent en permanence l’attention et cherchent à susciter l’intérêt d’autrui. Ils peuvent instrumentaliser leurs relations pour atteindre cet objectif, puis s’en détacher lorsque celles-ci cessent de répondre à leurs besoins. Dans un couple, cette instrumentalisation peut prendre la forme d’exigences constantes et d’une valorisation de soi au détriment du partenaire.

### Trouble de la personnalité narcissique
Les individus narcissiques présentent une estime d’eux-mêmes hypertrophiée, une hypersensibilité à la critique et un sentiment marqué d’« avoir droit à ». Pour maintenir cette image idéalisée et protéger une identité fragile, ils peuvent chercher à orienter et à restreindre les comportements de leur entourage, notamment ceux de leurs enfants perçus comme des prolongements d’eux-mêmes. Dans le cadre conjugal, ce type de relation peut contribuer à une emprise où la valeur du partenaire est continuellement subordonnée à la reconnaissance du narcissique.

### Trouble de la personnalité sadique
Ce profil, non retenu dans les classifications diagnostiques actuelles, se caractérise par un plaisir éprouvé à causer de la souffrance ou de l’humiliation. Les personnes atteintes de sadisme présentent souvent une faible maîtrise de leurs réactions et peuvent s’emporter pour des motifs minimes, parfois avec violence. Elles peuvent recourir à une large palette de comportements visant à réduire l’autonomie d’autrui : regards hostiles, menaces, humiliations, contraintes, privations. Le but est fréquemment d’intimider ou de dominer. Dans la sphère conjugale, ces comportements constituent un terreau particulièrement propice à l’instauration et au maintien d’une emprise coercitive. Certaines de ces personnes recherchent des positions d’autorité (par exemple : magistrat, gradé militaire, médecin psychiatre) qui leur offrent un cadre pour exercer un ascendant abusif. Des abus graves peuvent survenir, tels que l’internement injustifié d’un patient par détournement de la législation sur la santé mentale.

## Modes opératoires du contrôle coercitif
Selon le Domestic Abuse Intervention Program (DAIP) de Duluth (Minnesota, États-Unis), l’auteur des violences peut établir ou maintenir sa domination par divers moyens, synthétisés dans le schéma dit « roue du pouvoir et du contrôle ».
Dans ce modèle, la violence physique et sexuelle, figurant sur le pourtour de la roue, n’est qu’un élément parmi d’autres, souvent considéré comme secondaire par rapport aux méthodes non physiques. Les autres catégories recensées sont : l’intimidation ; la violence émotionnelle ; l’isolement ; la négation des violences et l’inversion de la culpabilité ; l’utilisation des enfants à l’encontre de l’autre parent ; les menaces ; la violence économique et administrative ; l’exploitation des privilèges masculins, définie dans le modèle comme un ensemble de comportements liés à un rapport de genre inégalitaire.
Ces catégories se déclinent en de nombreuses pratiques : imposition de règles de conduite arbitraires (par exemple, obligation de répondre à un message dans un délai très court) ; conduite dangereuse sous l’effet de la colère en présence de la victime ; accusations infondées d’infidélité ; refus de soins médicaux ou de thérapies pour un enfant en coparentalité ; surveillance de l’habillement ; chantage au suicide,…
Le guide juridique de 2015 pour l’Angleterre et le pays de Galles fournit également une liste d’exemples :
- isoler la personne de ses proches ;
- la priver de ses besoins fondamentaux ;
- surveiller son emploi du temps ;
- la suivre en utilisant des moyens électroniques ou des logiciels espions ;
- restreindre certains aspects de sa vie quotidienne (lieux fréquentés, personnes rencontrées, choix vestimentaires, heures de sommeil) ;
- lui interdire l’accès à des services de soutien ;
- la rabaisser de façon répétée ;
- lui imposer des règles ou activités humiliantes ;
- l’impliquer dans des actes illégaux pour l’exposer à des poursuites ;
- l’exploiter financièrement ;
- la menacer de violences physiques, de mort ou parler de suicide[17] ;
- menacer ses enfants ;
- menacer de divulguer des informations privées ;
- commettre des agressions ou des destructions de biens ;
- commettre un viol ;
- entraver sa liberté de déplacement ou sa possibilité de travailler[17],[18].

L’emprise coercitive conjugale résulte d’un ensemble de tactiques qui, prises isolément, ne constituent pas nécessairement un abus. Un acte ponctuel (par exemple, accuser sa partenaire d’infidélité une fois dans une relation par ailleurs équilibrée) ne relève pas de l’emprise coercitive, sauf si cet acte s’inscrit dans un schéma plus large d’humiliation, de microgestion et d’isolement.

## Impacts négatifs du contrôle coercitif sur les enfants
Dans un contexte familial, le contrôle coercitif est un choix parental qui est préjudiciable aux enfants. Les enfants sont souvent exposés aux abus subis par leur parent, et peuvent être ciblés ou même utilisés par leur père pour contrôler leur mère. Par exemple, une étude qualitative menée au Royaume-Uni a révélé que les pères violents empêchent souvent leurs enfants d’interagir avec leurs mère et grands-parents, de rendre visite à leurs amis et de participer à des activités parascolaires. La chercheuse Emma Katz explique que le contrôle coercitif place les enfants dans un monde « isolé » et « contraint », ce qui peut empêcher leur croissance émotionnelle. Une autre étude a documenté comment le parent violent parvient parfois à contrôler sa conjointe ou son ex-conjointe en recrutant leurs enfants pour saper leur relation avec leur mère, et l’isoler davantage au sein de l’unité familiale.

« L’étude met en évidence la manière dont un auteur de violences peut « plaisanter et jouer, dépense de l’argent pour eux [les enfants] ou les emmener faire des choses » afin de former une alliance, ce qui peut amener les enfants à considérer le parent violent comme « amusant » et à blâmer le parent non-violent pour l’abus. »

Aussi, les enfants sont privés de la disponibilité émotionnelle de leur parent victime de violences. La thérapeute Danielle McLeod a expliqué comment un père violent peut « s’attaquer au rôle parental de la victime » et cibler le respect des enfants pour leur mère. Cette tactique laissera souvent les mères « émotionnellement épuisées et distantes » puisque leur conjoint ou ex-conjoint les fait sentir « qu’elles n’ont plus rien à donner en tant que parent ».

## Facteurs de risque
Ce sont majoritairement des hommes qui font subir le contrôle coercitif à leur conjointe. Ces violences perdurent souvent dans un contexte post-séparation. La rupture est un moment particulièrement dangereux pour les femmes qui subissent un contrôle coercitif, qui deviennent alors à risque de subir des violences graves, notamment le féminicide et le filicide.

## Le contrôle coercitif et le droit

### Angleterre et Pays de Galles
Le contrôle coercitif est criminalisé par l’article 76 de la loi de 2015 sur les crimes graves, le Serious Crimes Act 2015. Cette disposition est souvent citée comme le premier exemple de criminalisation du contrôle coercitif. L’infraction se concentre sur le grave effet d’un comportement contrôlant ou coercitif. Elle se produit donc lorsque le comportement fait craindre à la victime qu’elle subira de la violence à plus d’une occasion, ou si la victime est sérieusement alarmée ou bouleversée au point que ses activités quotidiennes en soient négativement affectées.
La loi de 2015 a été complétée par un guide sur le contrôle coercitif en milieu familial, le Statutory Guidance Framework on Controlling or Coercive Behaviour in an Intimate or Family Relationship. Le document fournit une liste non exhaustive de types de comportements associés au contrôle coercitif.
La loi de 2021 sur la violence domestique, le Domestic Abuse Act 2021, définit la violence domestique comme un comportement contrôlant ou coercitif, de l’abus économique et de la violence psychologique, émotionnelle ou autre. L’abus économique recoupe le contrôle coercitif car il désigne tout comportement ayant des effets négatifs importants sur la capacité de la victime à acquérir, utiliser ou conserver de l’argent ou d’autres biens ou à obtenir des biens et des services. En 2021, un amendement à la loi de 2015 supprime la condition de cohabitation entre l'auteur et la victime, afin de permettre de poursuivre l'infraction même après une séparation.

### Canada
En 2019, le parlement fédéral a modifié la loi sur le divorce et y a inclus le contrôle coercitif. La nouvelle mouture de la loi sur le divorce redéfinit la violence familiale pour y inclure toute conduite « violente ou menaçante, qui dénote, par son aspect cumulatif, un comportement coercitif et dominant ». La définition inclut une liste non exhaustive d’exemples de contrôle coercitif, parmi lesquels l’isolement forcé, le harcèlement (y compris la traque), le défaut de fournir les choses nécessaires à l’existence, les mauvais traitements psychologiques, l’exploitation financière, et les menaces ou le fait de tuer ou blesser un animal ou d’endommager un bien.
La loi sur le divorce prévoit désormais que le tribunal doit tenir compte du contrôle coercitif lorsqu’il détermine le meilleur intérêt de l’enfant, ce qui peut notamment influer sur la garde de l’enfant et le partage des responsabilités parentales. Lorsqu’il a amendé la loi sur le divorce, le ministère de la Justice du Canada a commenté : « […] bien que toute forme de violence soit préoccupante, la violence de nature coercitive et dominante constitue généralement le type de violence le plus grave dans le contexte du droit de la famille, en raison de son aspect cumulatif et du danger accru qu’elle représente. De plus, elle est davantage susceptible d’affecter les capacités parentales. »
En 2021, un député a déposé le projet de loi C-202, qui visait à introduire une infraction spécifique au contrôle coercitif dans le Code criminel. Le projet de loi C-202 tenait compte des effets préjudiciables du contrôle coercitif sur la santé physique ou mentale, et sur les activités quotidiennes de la victime. Il incluait une liste d’effets préjudiciables :
1. craindre à plus d’une reprise de subir de la violence ;
2. entraver la capacité de la victime à préserver le bien-être de ses enfants ;
3. changer ou restreindre les activités sociales ou les communications de la victime avec d’autres personnes ;
4. les absences au travail ou à l’école ;
5. les changements d’adresse[27].

Dans Droit de la famille - 22121, la Cour supérieure du Québec ordonne la garde exclusive de deux enfants à une mère victime de contrôle coercitif. Durant leur relation, son ex-conjoint lui adresse des injures et tient des propos dénigrants envers elle. Il frappe les murs lorsqu’il est sous le coup de la colère, parfois devant les enfants du couple. Après la naissance de leur nouvel enfant, le père raconte à son entourage que sa conjointe est en dépression post partum, ce qu’elle nie, et ce qui lui cause de l’embarras. Le père démontre une « gentillesse exemplaire » devant son entourage, et adopte un comportement violent en privé. À la suite de leur séparation, lorsque les enfants reviennent de chez leur père, ils tiennent des propos inquiétants, par exemple : « Tu vas aller dans le ciel et je vais rester chez papa tous les jours. Papa me l’a dit. [Il] va aller au ciel aussi. »
Le contrôle coercitif peut aussi être exercé en dehors du couple. Dans L.V. et Y.R., la Cour supérieure du Québec retient qu’une femme exerce du contrôle coercitif auprès de sa mère atteinte de démence de type Alzheimer. La Cour retient que la fille écoute les appels téléphoniques de sa mère, qu’elle l’empêche de recevoir les confidences d’une autre de ses filles, qu’elle isole sa mère de ses autres enfants, qu’elle obstrue les soins médicaux que sa mère doit recevoir, et qu’elle abuse financièrement de sa mère. Le Cour note aussi qu’il y a eu un changement d’attitude notable chez la mère qui, lorsque sa fille s’est immiscée dans sa vie, est devenue taciturne et peu bavarde avec le personnel de l’hôpital où elle reçoit des soins.
Les tribunaux canadiens ont aussi puni le contrôle coercitif via des offenses générales déjà existantes, notamment le méfait,,, le vol,, les menaces, l’extorsion, le harcèlement,, les voies de fait, et l’intimidation,.

### Écosse
La loi de 2018 sur la violence domestique, le Domestic Abuse Act 2018, criminalise la violence conjugale, ce qui inclut implicitement le contrôle coercitif. Un comportement abusif est défini comme un « modèle de comportement » qui, intentionnellement ou par imprudence, fait subir à une partenaire ou à une ex-partenaire un préjudice psychologique ou physique. Ces actes et leurs effets rendent la victime dépendante ou subordonnée ; isolent la victime de son réseau de soutien ; contrôlent, réglementent et surveillent les activités quotidiennes de la victime ; privent ou restreignent la liberté d’action de la victime ; et effraient, humilient, dégradent ou punissent la victime. L’infraction peut également se produire par le biais d’actes envers des biens et par des omissions intentionnelles.

### États-Unis
Le droit de la famille relève principalement de la compétence des États aux États-Unis. Par conséquent, les États abordent inégalement le contrôle coercitif par le biais de leur législation.

Le Battered Women’s Justice Project rapporte que 8 États ou territoires mentionnent explicitement le contrôle coercitif dans leurs lois (Arkansas, California, Connecticut, Hawaii, Maine, Michigan, Oklahoma et Puerto Rico). Le Michigan, par exemple, prévoit qu’une ordonnance de protection peut être accordée si une personne : 

« (f) Interfère avec les efforts [d’une victime] pour retirer ses enfants ou biens personnels des locaux qui appartiennent ou qui sont loués par [l’individu abusif] ;
(g) Interfère avec [la victime] sur son lieu de travail ou d’apprentissage ou adopte une conduite qui porte atteinte à leur relation ou environnement de travail ou d’apprentissage. »

Neuf autres États ou districts font implicitement référence au contrôle coercitif dans leurs lois (Colorado, Delaware, Columbia, Illinois, Mississippi, Missouri, Montana, Nebraska et Oregon).

### France
En 2010, le Parlement français modifie le Code pénal pour inclure les violences psychologiques dans les atteintes volontaires à l’intégrité de la personne. Une nouvelle disposition spécifie que le harcèlement moral peut être le fait de harceler sa partenaire par des propos ou comportements répétés qui ont pour objet ou pour effet une dégradation de ses conditions de vie.
En 2020, le Code pénal a encore été modifié pour aggraver les sanctions applicables aux communications malveillantes et répétitives émises en vue de troubler la tranquillité d’autrui. L’atteinte à la vie privée par la géolocalisation sans le consentement de la personne est désormais punie. Le fait d’usurper l’identité d’une partenaire ou de faire usage d’une ou plusieurs données de toute en vue de troubler sa tranquillité ou de porter atteinte à son honneur est également criminalisé. Le Parlement français a également criminalisé le fait, commis de mauvaise foi, d’atteindre au secret des correspondances en interceptant ou en divulguant des communications électroniques ou d’installer des appareils qui permettent ces interceptions. Toutes ces offenses sont plus sévèrement sanctionnées si elles sont commises dans un contexte conjugal.
Le droit de la famille français aborde aussi implicitement le contrôle coercitif. Le Code civil prévoit depuis 2010 qu’un tribunal qui se prononce sur les modalités de l’exercice de l’autorité parentale doit considérer les violences, physiques ou psychologiques, qu’un parent fait subir à un autre. En 2020, le Parlement français a retiré l’obligation d’une médiation pour une instance de divorce dans les cas où il y a allégations de violences ou emprise manifeste de l’un des époux sur l’autre.

## Critiques des réponses étatiques au contrôle coercitif
Plusieurs experts reprochent aux intervenants judiciaires et sociaux de fragmenter les incidents de violence conjugale en épisodes distincts étalés dans le temps, plutôt que de les inscrire dans une dynamique relationnelle violente. On parlera par exemple d’un « seul » incident de voie de fait survenu il y a des années, en omettant la terreur durable que l’incident a pu générer chez la victime.
Des experts reprochent également aux intervenants qui accompagnent des femmes dans leur processus de séparation de peiner à distinguer les conflits conjugaux de la violence conjugale. Côté et Lapierre notent par exemple que les tribunaux ont tendance à recourir à un langage inapproprié pour caractériser la violence conjugale. Une juge emploiera par exemple le terme « querelle » ou « conflit » plutôt que « contrôle coercitif », et ce faisant oblitère le rapport de domination qui caractérise la relation.
La notion non-empirique du syndrome d'aliénation parentale est également dénoncée par plusieurs experts comme une manipulation des processus juridiques par les ex-conjoints violents. Selon la chercheuse Suzanne Zaccour, la théorie du syndrome d’aliénation parentale est utilisée pour rejeter le blâme sur la mère-victime lorsqu’il s’agit d’« expliquer le refus d’un enfant de voir un parent (souvent le père) ». Cela « conduit les tribunaux à ordonner des transferts de garde parfois drastiques et à empêcher tout contact entre l’enfant et son parent préféré » [notre traduction]. Zaccour a documenté que la violence conjugale est largement répandue dans les affaires d’aliénation parentale, et que les tribunaux ne parviennent pas à identifier la violence dont les mères tentent de protéger leurs enfants et de se protéger elle-même. Ce faisant, les tribunaux oblitèrent la violence conjugale et punissent les mères pour avoir « aliéné » leurs enfants.
Les forces de police ont une difficulté démontrée à identifier le contrôle coercitif : les agents minimisent souvent les violences qui ne sont pas physiques, et se concentrent conséquemment sur des incidents de violence physique plutôt que sur la violence généralisée qui caractérise une relation de contrôle coercitif.
Des experts dénoncent également les problèmes d’arrimage entre les différents tribunaux qui surviennent typiquement dans les instances de violence conjugale. Les mêmes faits peuvent donner lieu à des recours devant diverses instances, notamment en droit de la famille, en droit pénal et criminel, en responsabilité extra-contractuelle et en protection de la jeunesse. Dépendamment de la juridiction, une victime peut donc avoir à re-raconter les violences subies plusieurs fois à plusieurs cours. Lorsque différentes cours sont saisies d’une même affaire impliquant les mêmes parties, il arrive aussi qu’elles rendent des décisions contradictoires.